# Barren Earth
A Barren Earth finn progresszív death metal együttes.

## Története
2007-ben alakult Helsinkiben. Zenéjük a death metal, a progresszív rock és a népzene keveréke. Első kiadványuk egy 2009-es EP volt, 2010-ben megjelent első nagylemezük is. Albumaikat a Peaceville Records kiadó jelenteti meg.

## Tagok
- Janne Perttilä – gitár, vokál (2007–)
- Sami Yli-Sirniö – gitár, vokál (2007–)
- Olli-Pekka Laine – basszusgitár, vokál (2007–)
- Marko Tarvonen – dob (2007–)
- Jón Aldará – ének (2014–)
- Antti Myllynen - billentyűk (2017-)

## Korábbi tagok
- Kasper Mårtenson – billentyűk, vokál (2007–2017)
- Mikko Kotamäki – ének (2007–2013)

## Diszkográfia
- Our Twilight (EP, 2009)
- Curse of the Red River (2010)
- The Devil's Resolve (2012)
- On Lonely Towers (2015)
- A Complex of Cages (2018)